# Contingence (Star Wars)
Guerre civile galactique
La Contingence se déroule dans l'univers de Star Wars. Il s'agit d'une opération d'envergure galactique lancée par l'Empire galactique.

## Univers

Un sabre laser bleu, arme des Jedi et un sabre laser rouge, arme des Sith.

L'univers de Star Wars se déroule dans une galaxie habitée par des humains et de nombreuses espèces extraterrestres. Elle est le théâtre d'affrontements entre les chevaliers Jedi et les seigneurs noirs des Sith, personnes sensibles à la Force, un champ énergétique mystérieux leur procurant des pouvoirs psychiques. Les Jedi maîtrisent le côté lumineux de la Force, pouvoir bénéfique et défensif, pour maintenir la paix dans la galaxie. Les Sith utilisent le côté obscur, pouvoir nuisible et destructeur, pour leurs usages personnels et pour dominer la galaxie.
Depuis le rachat de la société Lucasfilm par la Walt Disney Company, il existe deux univers Star Wars : le « Légendes » et l'« Officiel ». Ils ont pour point commun les six premiers films et la série télévisée The Clone Wars. L'univers Légendes reprend en plus les histoires complémentaires présentées dans des livres, des bandes dessinées, des téléfilms ou des jeux sortis avant 2014. L'univers Officiel reprend, lui, les histoires des films et des autres supports parus depuis 2014,.

## Prélude
Juste avant la bataille d'Endor, l'empereur Palpatine anticipe sa mort prochaine. Il convoque Gallius Rax pour qu'il se prépare à lancer la Contingence. Ce plan, conçu par Palpatine, est un ensemble d'ordres posthumes qui visent la destruction de l'Empire galactique pour une reconstruction secrète dans les Régions inconnues.
Dans le cadre de la préparation de la Contingence, Palpatine a préalablement fait construire en secret des usines et des centres de recherche dans des planètes reculées.
Il développe notamment des observatoires axés sur le Côté obscur, dans lesquels sont entreposés par exemple des artefacts Sith. Ces observatoires sont établis sur différentes planètes, telle Mustafar. Les observatoires abritent aussi par ailleurs les Sentinelles, des droïdes qui seront ensuite déployés dans le cadre de la Contingence.
En particulier, Palpatine a commencé, dès son arrivée au poste de chancelier de la République galactique, à s'intéresser à la planète Jakku, centrale dans le futur plan de la Contingence. Il s'est en effet mis à y faire construire un observatoire.
L'objectif de la Contingence est de maintenir une ambiance de terreur malgré la mort de l'Empereur et de faciliter ainsi le retour de Palpatine après sa résurrection dans un nouveau corps, avec le Dernier Ordre et l'Éternel Sith, tel que Palpatine le tentera quelques décennies plus tard.

## Localisation

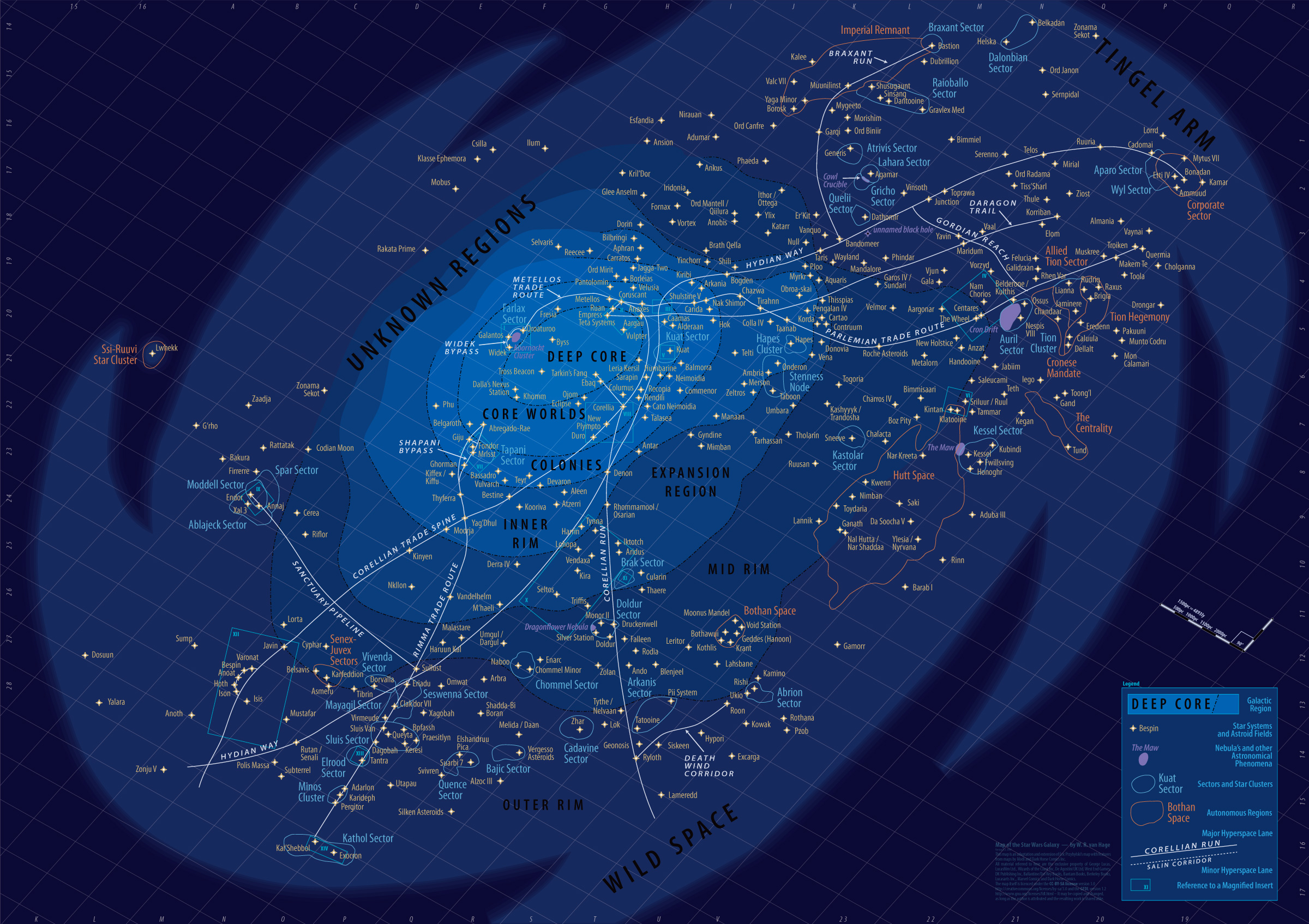
Les opérations ont lieu dans toute la galaxie de Star Wars.

L'opération Cendres cible au moins 12 planètes à travers la Galaxie, dont par exemple Naboo ou Burnin Konn. L'Empire galactique s'attaque à ces planètes en particulier pour venger leur incapacité ou leur inaction face à la chute de l'Empire, qui a mené à la mort de l'empereur Palpatine.
Parmi les cibles se trouvent notamment des planètes qui abritent des observatoires de Palpatine ou des vergences du côté obscur, c'est-à-dire des lieux dans lesquels la Force, surtout dans le Côté obscur, est particulièrement puissante.

## Déroulement
Gallius Rax élimine d'abord plusieurs dirigeants de l'Empire galactique, en vengeance pour avoir permis l'échec impérial et la mort de l'Empereur,.
Les Sentinelles sont des droïdes rouges conçus pour transmettre des enregistrements posthumes de Palpatine. Ces droïdes se déploient donc après la mort de Palpatine pour communiquer des ordres aux hauts fonctionnaires les plus fidèles à l'Empire. Il s'agit de mettre à exécution les plans d'urgence de la Contingence à travers toute la Galaxie. En particulier, l'opération Cendres est lancée à la suite d'ordres transmis par les Sentinelles.
Les droïdes communiquent notamment cette explication enregistrée par Palpatine :

« Si un empire ne peut pas protéger son empereur, alors cet empire doit être considéré comme un échec. Il s'écroule non seulement parce que sa figure centrale a disparu, mais aussi parce qu'il ne faut pas lui permettre de subsister ! »

### OpérationCendres

#### Lancement
L'opération Cendres comprend notamment le déploiement de satellites en orbite autour des planètes ciblées. Ces satellites provoquent une prolifération de tempêtes et d'ouragans de catégorie cinq à la surface desdites planètes.
L'opération est lancée depuis Fondor. En effet, les satellites déployés dans le cadre de l'opération Cendres sont initialement situés en orbite de cette planète.
Le dépôt des satellites en question est confié à l'Inferno Squad, une escouade créée à la suite de la défaite impériale à Scarif. Cependant, sur Vardos, où l'escouade a été auparavant formée, le groupe impérial se divise entre des loyalistes impériaux et de nouveaux opposants, dont Iden Versio, qui rejoignent la cause rebelle. Un conflit interne au camp impérial éclate alors à Vardos.
De son côté, le capitaine impérial Lerr Duvat est abordé par une Sentinelle pour lancer une attaque sur Naboo dans le cadre de l'opération Cendres. Le destroyer impérial Torment, dirigé par Duvat, se place donc en orbite de autour de Naboo pour y déployer les satellites, qui perturbent l'atmosphère de la planète.

#### Opposition de la Nouvelle République
Iden Versio aide ensuite Leia Organa et Shara Bey à arrêter l'attaque sur Naboo et à forcer à la reddition les forces impériales déployées dans le cadre de la mission ciblant Naboo. Dès lors, grâce notamment à Versio, la Nouvelle République peut lutter contre l'opération Cendres,.
La Marine impériale est déployée pour réprimer les oppositions sur certaines planètes cibles. Outre Naboo, Abednedo, Burnin Konn se transforment en théâtres de batailles impliquant l'Empire.
Ainsi, sur Burnin Konn, l'officier impérial Valin Hess sacrifie la moitié de ses troupes, soit 5 000 à 10 000 soldats, pour éliminer toute la population d'une ville,.
Différentes autres planètes, telles Candovant, Commenor, Senthrodys et Nacronis, sont aussi attaquées par les forces de l'Empire dans le cadre de l'opération.

### Bataille de Jakku
Gallius Rax engage ce qu'il reste de l'Empire galactique dans une bataille sur la planète Jakku. Dans le cadre de la Contingence, Rax est censé détruire l'Empire à l'occasion de cette bataille, en détruisant Jakku. L'objectif est toujours de punir les impériaux qui n'ont pas été à la hauteur pour empêcher la mort de l'Empereur.
Les forces impériales à Jakku affrontent la flotte de la Nouvelle République, dont fait partie le Délivrance, croiseur stellaire que le général Hera Syndulla commande.
Pendant la bataille, Kyrsta Agate utilise les rayons tracteurs du Concorde, croiseur de la Nouvelle République gravement endommagé, pour attirer le super destroyer impérial Ravageur. Les deux vaisseaux s'écrasent sur la surface de Jakku, donnant l'avantage à la Nouvelle République.
Yupe Tashu, ancien proche conseiller de Palpatine, est convaincu par l'idéologie Sith sans pour autant pouvoir lui-même maîtriser la Force, et convaincu que Palpatine est toujours en vie. Dévoué à la cause Sith et impériale, il organise pendant la bataille de Jakku une cérémonie impliquant un masque Sith et un holocron. Les buts de cette cérémonie sont obscurs, mais semblent liés au retour de Palpatine. Tashu est cependant tué par Rax avant de terminer,.
Le grand amiral Rae Sloane, survivante de la purge du commandement impérial lancée par Gallius Rax, découvre les projets de Rax, plans que celui-ci lui avait cachés. Sloane tue Rax, qui, avant de mourir, lui dit de poursuivre le plan en allant dans les Régions inconnues,.
La Contingence est alors brutalement interrompue à l'issue de la bataille de Jakku. Il est par exemple possible que Coruscant, qui a un puissant lien avec le Côté obscur de la Force et est l'ancienne capitale de l'Empire, aurait pu être une cible de l'opération.

## Conséquences
Rae Sloane et Brendol Hux s'exilent vers les Régions inconnues après la bataille de Jakku. Ils fondent alors le Premier Ordre à partir de vestiges de l'Empire galactique,.
Le concordat galactique est signé par le Grand vizir de l'Empire Mas Amedda et la chancelière de la Nouvelle République Mon Mothma, à la suite de la défaite impériale à Jakku. Le traité fixe des conditions pour l'Empire vaincu, comme le désarmement et le paiement de réparations. Malgré le traité, des impériaux refusent de se rendre, ce qui amène au développement des vestiges de l'Empire, dominés par un nouveau conseil de l'Ombre.
Plusieurs années plus tard, l'impérial Valin Hess est tué par Migs Mayfeld, l'un des survivants de l'unité impériale que l'officier commandait sur Burnin Konn lors de l'opération Cendres. L'absence de remords de Hess à la suite de l'opération agace Mayfeld jusqu'à l'amener à abattre Hess.

## Adaptations

### Jeux vidéo
Le jeu vidéo Battlefront II sorti en 2017 met en scène l'opération Cendres. Le jeu est ainsi l'un des premiers supports de l'univers étendu de Star Wars à présenter une histoire se déroulant entre Le Retour du Jedi et Le Réveil de la Force,.

## Réception et analyse
Un article du site Internet Screen Rant suggère que Palpatine pourrait avoir mis en place le plan de la Contingence pour un autre objectif : détruire un Empire que Dark Vador aurait pu dominer après avoir tué Palpatine. En effet, selon cet article, Palpatine a cru que Vador le tuerait pour prendre le pouvoir, dans le cadre de la Règle des deux mise en place par Dark Bane. L'erreur de Palpatine, malgré sa capacité à anticiper les faits, est alors d'avoir pensé que Vador le tuerait par haine, alors que finalement il le tue par amour pour son fils et pour le Côté lumineux.
Des articles du site Internet Screen Rant qualifient l'opération Cendres de « génocides ». En particulier, l'un de ces articles suggère que l'exécution de ces « génocides » pourrait servir à rendre plus extrémistes les loyalistes impériaux,,.
Un article du site Internet WhatCulture décrit aussi l'opération Cendres comme un génocide, en soulignant par ailleurs que celui-ci touche aussi de nombreux impériaux.